# 首都圏埋立地 (大韓民国)
首都圏埋立地 (수도권 매립지) は、大韓民国の仁川広域市西区白石洞に造成された、ごみ埋立地である。ソウル首都圏の3つの広域自治団体から排出されるごみを処理する目的で1992年2月10日に開設された。蘭芝島のごみ埋立場が収容能力の限界に達したため、ソウル特別市と大韓民国環境部が共同で投資し、海岸の干拓地に建設した。予想埋め立て期限は2044年で、合計4箇所の埋立場と、1箇所の処理施設からなる。そのうち第1埋立場は2000年10月に廃棄物埋め立てを終え、事後管理中であり、その大部分は36ホールのゴルフ場として造成中で、今後、2014年の仁川アジア大会のゴルフ競技場として使用されるだけではなく、乗馬、水泳種目も開催される予定である。現在埋め立て進行中の第2埋立場は2015年2月まで埋め立てが続けられると予想されている。埋め立ては荷卸し、整地、消毒、脱臭剤撒布、毎日の覆土の過程で進められる。廃棄物の埋め立てで発生する浸出水は脱離液とともに下水処理され放流されており、廃棄物から発生するガスは捕集され、5万kWの火力発電所で燃焼され、生産された電力は韓国電力取引所で販売されている。
敷地に、2002年に環境専門の研究団地である総合環境研究団地が完成した。各種環境研究機関を集中させ、効率的な研究開発を期している。所在する主要な国策機関には、国立環境科学院、国立生物資源館、国立環境人力開発院、交通環境研究所と、韓国環境公団がある。